# Daniel Weisiger Adams

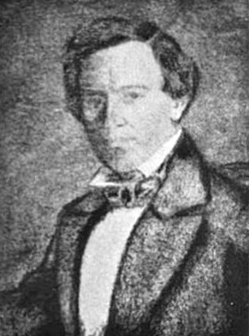
Daniel Weisiger Adams

Daniel Weisiger Adams (* 1. Mai 1821 in Frankfort, Kentucky; † 13. Juni 1872 in New Orleans, Louisiana) war US-amerikanischer Rechtsanwalt und Brigadegeneral des konföderierten Heeres im Amerikanischen Bürgerkrieg.

## Leben
Adams war der Sohn des Bezirksrichters George Adams und dessen Frau Anna, geb. Weisiger. Sein älterer Bruder war William Wirt Adams. Die Familie zog 1825 nach Natchez, Mississippi, wo Daniel aufwuchs und seine Kindheit verbrachte. Hier studierte er auch Jura und wurde als Anwalt zugelassen. In einem Duell tötete Adams 1843 den Herausgeber einer Zeitung, in der schlecht über seinen Vater berichtet worden war. Nach seiner Übersiedlung nach Louisiana bot ihm Gouverneur Thomas Overton Moore 1861 einen Posten im konföderierten Heer an und er begann seinen Militärdienst als stellvertretender Kommandeur des 1. Louisiana-Infanterie-Regiments. Nachdem das Regiment nach Pensacola, Florida verlegt wurde, wurde er zum Regimentskommandeur ernannt und am 30. Oktober 1861 zum Oberst befördert. Anfang 1862 wurde Adams’ Regiment auf den westlichen Kriegsschauplatz verlegt.
Adams wurde im Januar 1862 zum Brigadekommandeur zunächst in der Tennessee-Armee, danach in der Mississippi-Armee ernannt. In der Schlacht von Shiloh wurde er durch einen Kopfschuss verwundet und verlor sein rechtes Auge. Adams wurde am 23. Mai 1862 zum Brigadegeneral befördert und nahm mit der Louisiana-Brigade an der „Heartland“ Offensive unter General Bragg teil. Erneut der Tennessee-Armee unterstellt nahm er an der Schlacht am Stones River teil und wurde am 31. Dezember 1862 am rechten Arm verwundet. Im Mai 1863 übernahm er genesen wieder die Führung seiner Brigade. Während der Schlacht am Chickamauga wurde Adams am 20. September 1863 erneut verwundet und gefangen genommen.
Nach seiner Genesung wurde Adams 1864 ausgetauscht. Er kommandierte eine Kavallerie-Brigade im Verteidigungsbezirk Nord-Alabama. Adams wurde am 24. September 1864 Kommandeur des Verteidigungsbezirks Zentral-Alabama, ab 11. März 1865 des Bezirks Alabama, der nahezu das gesamte Staatsgebiet des Bundesstaates Alabama nördlich des Wehrbereichs Golf umfasste. Er kämpfte bis zum 4. Mai 1865 gegen Brigadegeneral James Harrison Wilson auf dessen gleichnamigen Raid in Alabama und Georgia. In Meridian, Mississippi wurde Adams am 9. Mai 1865 auf Ehrenwort entlassen.
Nach dem Krieg verbrachte Adams einige Zeit in England. Nach seiner Rückkehr eröffnete er in New Orleans eine Anwaltskanzlei, die er bis zu seinem Tode führte. Beigesetzt wurde er auf dem Greenwood-Friedhof in Jackson, Mississippi neben seinem Bruder in einem namenlosen Grab.